# Lang Lang
Lang Lang (chinês tradicional: 郎朗, pinyin: Láng Lǎng; 14 de junho de 1982) é um pianista chinês mundialmente famoso.
Lang foi o primeiro pianista chinês a ser contratado pela Orquestra Filarmónica de Viena e pela Orquestra Filarmónica de Berlim.
Ao longo de sua carreira Lang Lang recebeu diversos prêmios em concursos importantes e, em 2009, foi incluído na lista das 100 pessoas mais influentes do mundo pela prestigiada revista estadunidense  Time.

## Infância
Lang Lang começou a estudar piano com a idade de três anos com a professora Zhu Ya-Fen. Aos 5 anos, ele ganhou o Concurso de Piano Shenyang e tocou em seu primeiro recital público. Entrou para o Conservatório Central de Música de Pequim, quando com 9 anos, estudando com o professor Zhao Ping-Guo. Aos 11 anos ganhou o primeiro prêmio pelo desempenho artístico excepcional no Quarto Concurso de Jovens Pianistas de Ettlingen, na Alemanha. Aos 14 foi solista no concerto inaugural Orquestra Sinfônica Nacional da China.

## Carreira
Lang Lang tem se apresentado nas principais cidades do mundo. Em maio de 2012 apresentou-se no Brasil na Sala São Paulo quando foi ovacionado pelo público e elogiado pela crítica especializada. Em outubro de 2015 fez concerto no prestigiado Carnegie Hall em Nova York. Em dezembro de 2015 também se apresentou em Londres. Em 2016 fez concerto em Auckland, na Nova Zelândia.